# Versus You
Versus You ist eine vierköpfige Punk-Rock- bzw. Pop-Punk-Band aus Luxemburg, die von Eric Rosenfeld und Giordano Bruno 2005 gegründet wurde. 2014 beschrieb Le Quotidien die Band mit ihrer fast 10-jährigen Geschichte als eine „Institution in der Luxemburg-Rock-Szene“ („une institution de la scène rock locale“). Die Band hat vier Alben sowie ein Split-Album mit White Flag veröffentlicht und tourte international.

## Bandgeschichte

### Die Anfänge und AlbumMarathon(2006)
Die langjährigen Freunde, beide Musiker, hatten schon in anderen luxemburgischen Bands gespielt, separat bei Rise-Up und The Last Millennium Suckers und zusammen bei Broken Stars, so dass Eric Rosenfeld, der schon eine Handvoll Lieder geschrieben hatte, nicht lange brauchte, um Giordano Bruno davon zu überzeugen, in seiner neuen Band Versus You den Bass zu spielen. Ein paar Wochen später stieß Pit Romersa am Schlagzeug zu ihnen, mit dem sie ihr erstes Album Marathon (veröffentlicht 2006 von Fond of Life Records) aufnahmen. Später verließ Romersa die Band, um sich mehr seiner Hauptband Eternal Tango zu widmen.

### AlbumThis Is the Sinking(2008) und erste Tour
Schlagzeuger Nummer zwei, Mike Lahier, schloss sich ihnen schnell an und nahm ein zweites Album mit ihnen auf. Obwohl das Album den Titel This Is the Sinking (veröffentlicht 2008 von Winged Skull Records) trug, brachte es der Band eine große Aufmerksamkeit, der Song The Hotel Room war an der Spitze der nationalen Charts und lief in der Heavy Rotation. Mehr als 900 Leute kamen zur Release Party des Albums. Im selben Jahr spielten Versus You auch auf dem Rock-A-Field Festival in Roeser.
Nach einer ersten Tour durch Deutschland, Belgien, die Niederlande und Italien kam der Gitarrist Jimmy Leen, der später ein zweiter Songschreiber wurde, zur Band. Sie spielten als Vorband für No Use for a Name und The Flatliners, mit denen sie schnell Freunde wurden. Auf dem letzten Flatliners-Konzert trennte sich Mike Lahier von Versus You wegen persönlicher Differenzen.
Rechtzeitig zur ersten Osteuropa- und Russland-Tour kam Aloyse Weyler als dritter Schlagzeuger zur Band. Sie spielten Konzerte mit NOFX, Propagandhi, Only Crime, White Flag und Bayside.

### AlbenThe Mad Ones(2009) undLevitate the Listener(2011)
Ihr drittes Album, das sie gleich nachdem sie wieder zu Hause waren bei Charel Stoltz aufnahmen, zeigt, dass Versus You nie wirklich eine Pause machen. Der Titel des Albums The Mad Ones (veröffentlicht 2009 von Granny Records in Zusammenarbeit mit Fond of Life Records) ist eine perfekte Beschreibung für die Band und nimmt Bezug auf Eric's Inspirationsquelle durch den amerikanischen Schriftsteller Jack Kerouac.
Nach einer zweiten Tour durch Osteuropa und Russland und unzähligen Konzerten unter anderem wieder beim Rock-A-Field Festival, verließ auch Weyler die Band.
Jerry Kirpach, ein Freund der Band, nahm die freie Position am Schlagzeug ein und versprach den Fluch von Versus You zu brechen und sie nicht wieder nach kurzer Zeit zu verlassen. Sie nahmen eine neue Single namens This War Is Like a Drug to You! und sechs weitere neue Songs für ein Split-Album mit White Flag auf. Im selben Jahr folgten Auftritte mit Alkaline Trio, Strike Anywhere, Dead to Me, Dear Landlord und Star Fucking Hipsters. Levitate the Listener (veröffentlicht von Long Beach Records und G Chord Records) erschien 2011.
2011 teilten sie die Bühne mit Bands wie Adolescents, Mike Herrera von MxPx, Dead to Me, The Casualties und Rise Against und gingen auf Europatour mit White Flag.
Im Jahr 2012 wurden Versus You aus mehr als 500 Bands ausgewählt, um auf dem Groezrock Festival in Belgien zu spielen. Mit Langzeit-Produzent Charel Stoltz nahmen sie eine neue Single mit dem Namen Happy Yet?! auf und gingen nach Schweden, um mit Produzent Chips Kiesbye, der schon mit Millencolin und The Hellacopters zusammengearbeitet hat, ihr viertes Album aufzunehmen.
Im Frühjahr 2013 verließ Jimmy Leen die Band um sich ganz seinem neuen Projekt Fox zu widmen. Er wurde durch Giordano's jüngeren Bruder Dario Bruno ersetzt der zuvor unter anderem bei den Bands Extinct, Nervous Chillin und auch The Last Millennium Suckers aktiv war. Konzerte mit Strung Out, Black Flag, The Manix und Jimmy Eat World folgten.

### AlbumMoving On(2014)
Das neue Album mit dem Titel Moving On (veröffentlicht von Flix Records in Zusammenarbeit mit G Chord Records und Noiseworks Records) erschien am 14. Februar 2014.
Das Lied Be Better Than Me, in welchem die schwedische Sängerin Hannah Smallbone den weiblichen Gesangspart übernimmt, war Anfang 2014 in den Top 50 der Luxemburger iTunes Charts und schaffte es auf Platz 1 der Luxemburgischen iTunes Rock-Charts. Am 15. Februar 2014 wurde die Releaseparty vom vierten Album Moving On, das 2012 in den Music-A-Matic Recording Studios in Gothenburg, Schweden mit Produzent Chips Kiesbye aufgenommen und von Henryk Lipp abgemischt und gemastert wurde im Club Den Atelier in Luxemburg-Stadt gefeiert. Das Artwork von Moving On sowie auch für das Album Marathon und das Split-Album Levitate The Listener wurde von Kim „The Butcher“ Schreiner gestaltet.
Am 12. Mai 2014 gaben Versus You auf ihrer Facebook-Seite bekannt, dass sie bei Bomber Music UK unterschrieben hätten. Das Album Moving On erschien am 21. Juli 2014 auch in England und vom 18. bis zum 26. Juli spielten Versus You die „Moving On... ...to the UK“ Tour.
Am 5. Oktober veröffentlichten Versus You den Song Sunny Afternoon eine Coverversion der britischen Punk-Urväter The Kinks auf ihrer Facebook-Seite, das Lied entstand ein paar Jahre zuvor im Proberaum und wurde mit einem Mobiltelefon aufgenommen.
Seit dem 20. Oktober sind das Album Moving On und weitere CDs der Band auch in Frankreich über das Plattenlabel Guerilla Asso erhältlich.
Im Jahr 2014 Tourten Versus You in Deutschland, Österreich und Großbritannien um das Album Moving On zu promoten.
Pet Sematary ein Ramones Cover wurde am 31. März 2015 auf YouTube.com veröffentlicht das Lied wurde 2010 von Eric Rosenfeld und dem ehemaligen Gitarristen Jimmy Leen aufgenommen und gemischt. Jimmy spielte das Schlagzeug und Eric übernahm Gitarre, Bass und Gesang.
2015 wurden sie ausgewählt, um beim Eurosonic Festival in Groningen in den Niederlanden zu spielen. Eine weitere UK-Tour folgte vom 3. bis zum 11. April 2015. Und Versus You wurden als eine der ersten Bands, für das Punk Rock Holiday Festival in Tolmin, in Slowenien, das im Sommer 2015 stattfand, ausgewählt.
Am 10. Mai 2015 veröffentlichten Versus You auf YouTube den Song Go Ahead and Cry ein Cover von Sky Saxon & The Electra-Fires. Der Song wurde vor einigen Jahren für ein Sky-Saxon-Tribute-Album, das aber nie erschien aufgenommen. Bill Bartell aka „Pat Fear“ von White Flag war der Initiator dieses Tribute-Albums, verstarb aber am 24. September 2013.
Bislang teilten sie die Bühne mit Bands wie NOFX, Alkaline Trio, No Use for a Name, Propagandhi, Rise Against, Dead to Me, The Flatliners, Dear Landlord, Forgetters, Nothington, Anti-Flag, White Flag, Star Fucking Hipsters, Strike Anywhere, Bayside, Only Crime, The Unseen, Adolescents, The Casualties, MxPx, Strung Out, Black Flag, Jupiter Jones, The Manix und Jimmy Eat World und weiteren.
Und spielten die Festivals: Groezrock (B), Rock-A-Field (L), Zvera Festival (LV), und sind gebucht für die Festivals: Eurosonic (NL), Punk Rock Holiday (SLO)

### Zehnjähriges Bandjubiläum (2015)
Am 18. Oktober 2015 feierten Versus You ihr zehnjähriges Bandjubiläum unter dem Motto: Versus You „10 years later, Old & Bald“ (dt. Versus You „10 Jahre später, alt & kahl“) im De Gudde Wëllen (dt. Der Gute Willen) in Luxemburg Stadt. Mit dabei waren die luxemburgische Instrumentalband The Majestic Unicorns from Hell und das luxemburgische Hip-Hop-Duo Freshdax.

### EPRocket to Rushmore(2016)
Am 15. Juli 2016 veröffentlichten Versus You zusammen mit den beiden befreundeten Bands Killtime aus Italien und The Gamits aus den USA die drei Lieder umfassende 7"-Vinyl-EP Rocket to Rushmore mit jeweils einem Lied jeder Band, welche auf 333 Kopien limitiert ist.

### SingleYou Better(2016)
Am 20. September 2016 gaben Versus You auf Facebook die Veröffentlichung ihrer neuen 7" Vinyl-Single You Better, die zwei neue Lieder enthält, Seite A: You Better und Seite B: Always Follow welche ab dem 1. Dezember 2016 erhältlich ist, einmal auf schwarzem und auf orangefarbenem Vinyl bekannt. Am 28. Oktober 2016 verkündeten Versus You, dass es eine begrenzte Jubiläumsreprise zum zehnjährigen Geburtstag des ersten Albums Marathon geben wird, zum ersten Mal auf Vinyl und neue Fanartikel entworfen von ihrem langjährigen Freund Kim „The Butcher“ Schreiner.

### EPBirthday Boys(2017)
Versus You gaben am 26. September 2017 über Facebook die Veröffentlichung ihrer neuen EP Birthday Boys bekannt. Die erste Single der neuen EP, welche den Namen Birthday Boy trägt, wurde am 10. Oktober 2017 um Mitternacht auf YouTube als sogenanntes Lyric Video veröffentlicht. Am 11. November 2017 fand das Release Festival ab 14 Uhr im Sang a Klang im Pfaffenthal in Luxemburg Stadt statt. Unterstützt wurden Versus You dabei von folgenden Bands: Mind Rebellion (L), Weakonstruction (L), All The Way Down (L), Cosmogon (L), Not Scientists (F), The Majestic Unicorns From Hell (L), Everwaiting Serenade (L) und Guerilla Poubelle (F).

### EPTimes of War / Let's Make Love(2018)
Am 1. August 2018, veröffentlichten Versus You eine neue EP Times of War / Let's Make Love digital auf Bandcamp. Welche die beiden namensgebenden Lieder enthält.

### AlbumWorn and Loved(2019)
Mit der Single Fall Apart, welche am 15. Januar 2019 veröffentlicht wurde, kündigten Versus You, ihr sechstes Album Worn and Loved an. Dieses wurde am 15. März 2019 veröffentlicht. Die Releaseparty fand am gleichen Abend im Atelier in Luxemburg Stadt mit der Unterstützung von Guerilla Poubelle und The Majestic Unicorns from Hell statt.

### COVID-Pause (2020–2022)
Aufgrund der COVID-19-Pandemie legte die Band von 2020 bis 2022 eine Pause ein – ohne Proben oder Konzerte.

### Lights OutundA Collection (2009–2024)(2023–2024)
2023 kehrte Versus You mit der digitalen EP Lights Out zurück, die am 1. September veröffentlicht wurde. Im August 2024 erschien die Retrospektive A Collection (2009–2024). Ab Dezember 2024 nahm die Band ein neues Studioalbum in den Unison Studios (Luxemburg) mit Produzent Tom Gatti auf. Der Mix und das Mastering wurden von Jason Livermore im Blasting Room in Colorado übernommen. Die Veröffentlichung ist für Winter 2025/2026 geplant. Die ersten beiden Singles „Count on Your Tears“ (2024) und „Phoned In“ (2025) wurden bereits veröffentlicht.

## Stil
Ihren Musikstil bezeichnen sie selbst so: „Unser Songwriting ist sehr von Berkeley-, Minneapolis- und Chicago-Punk Bnads wie Crimpshrine, Fifteen, Jawbreaker, The Replacements, Hüsker Dü und Naked Raygun und vielen weiteren 90's Punkbands inspiriert, aber auch Nicht-Punk Acts wie Big Star, Alex Chilton, Tom Petty & The Heartbreakers, The Kinks und Paul Westerberg gehören zur Inspirationsquelle. Wir versuchen, ehrlich und treu zu uns selbst und allen anderen zu sein, manchmal gelingt es uns und manchmal scheitern wir kläglich. Wir sind immer pleite weil wir alles was wir haben in diese Band stecken. Der Name „Versus You“ bedeutet absolut nichts!“

## Nebenprojekte
Eric Rosenfeld ist auch der Gitarrist und Sänger der Band Adoptees und hat ein Soloprojekt namens Communicaution, dass er im Jahr 2004 begann, in dem er vorwiegend akustische Songs spielt. Er war auch in den Bands Rise-Up, Broken Stars, The Last Millennium Suckers und TimeSickness aktiv. Zusammen mit dem Schlagzeuger Ben Clement, spielt Eric Rosenfeld, indem 2017 ins Leben gerufenen Projekt The Cutting Word, lyrische Texte in Gedichtform.
Giordano Bruno betreibt die Plattenlabels G Chord Records und Noiseworks Records. Er war ebenfalls in den Bands The Last Millennium Suckers und Broken Stars aktiv.

## Diskografie

### Alben
- 2006: Marathon
- 2008: This Is The Sinking
- 2009: The Mad Ones
- 2011: Levitate the Listener (Split mit White Flag)
- 2014: Moving On
- 2019: Worn and Loved
- 2024: A Collection (2009–2024) (Kompilation)

### EPs
- 2014: Be Better Than Me (digitale EP)
- 2016: Rocket to Rushmore (Split-7\" mit Killtime und The Gamits)
- 2017: Birthday Boys
- 2018: Times of War / Let's Make Love
- 2023: Lights Out (digitale EP)

### Singles
- 2014: „This War Is Like a Drug to You“
- 2016: „You Better“
- 2017: „Birthday Boys“
- 2024: „Count on Your Tears“
- 2025: „Phoned In“

### Cover
- 2014: Sunny Afternoon (The Kinks Cover nur auf Facebook)
- 2015: Pet Sematary (Ramones Cover nur auf YouTube.com)
- 2015: Go Ahead and Cry (Sky Saxon & The Electra-Fires Cover nur auf YouTube.com)
- 2017: Rosie Won't You Please Come Home (The Kinks Cover nur auf YouTube.com)

### Kompilationen (Auswahl)
- 2008: Luxembourg's Finest Rock & Pop 2008
- 2008: Luxembourg's Finest: A Selection by Rockhal Volume 1
- 2008: Luxembourg's Finest: A Selection by Rockhal Volume 2
- 2009: Taste Music: Rock Pop Made in Luxembourg
- 2009: Ox-Compilation #95
- 2010: This Is Fond of Life Records Vol.2
- 2011: Action Culturelle: SACEM Luxembourg Volume 2
- 2012: This Is Fond of Life Records Vol.3
- 2013: 2014: The Best Is Yet to Come! New Alternative And Indie Sounds From Cargo Digital (digital bei iTunes)
- 2015: It's a Bomber (digital bei iTunes)